# Mary Lawler
Janice Marie „Mary“ Lawler (* 25. November 1944 in Minneapolis; † 14. November 1998) war eine US-amerikanische Eisschnellläuferin.
Lawler, die für den Falldin Club startete, wurde im Jahr 1963 Dritte bei der US-amerikanischen Meisterschaften und im Jahr 1965 Dritte bei den Nordamerika-Meisterschaften. International startete sie ausschließlich in der Saison 1963/64. Dabei belegte sie bei der Mehrkampfweltmeisterschaft 1964 in Kristinehamn den 16. Platz im Mini-Mehrkampf und bei den Olympischen Winterspielen 1964 in Innsbruck den 19. Platz über 1500 m sowie den siebten Rang über 500 m.

## Persönliche Bestzeiten
| Disziplin | Zeit       | Datum             | Ort      |
| --------- | ---------- | ----------------- | -------- |
| 500 m     | 45,8 s     | 28. Dezember 1963 | Rosemont |
| 1000 m    | 1:35,6 min | 27. Dezember 1963 | Rosemont |
| 1500 m    | 2:30,9 min | 26. Dezember 1963 | Rosemont |